# デイヴ・ジョーンズ (俳優)
デイヴ・ジョーンズ（David Alan "Dave" Johns、1956年7月15日 - ）は、イングランドのコメディアン、俳優、作家。

## 略歴
コメディアンとして1989年からイギリス中の有名なコメディ劇場で舞台に立ち、香港やオーストラリアなど世界のコメディ・フェスティバルにも招待される。また、テレビや舞台でも活動し、クリスチャン・スレーター主演の舞台『カッコーの巣の上で』に出演した他、舞台版『ショーシャンクの空に』では共同脚本を手がける。2016年のケン・ローチ監督のパルム・ドール受賞作『わたしは、ダニエル・ブレイク』で映画に初出演し、その演技で第19回英国インディペンデント映画賞主演男優賞を受賞する。

## 主な出演作品
- わたしは、ダニエル・ブレイク I, Daniel Blake (2016) - 主人公ダニエル・ブレイク役
- キーパー ある兵士の奇跡 The Keeper (2018) - ロバーツ役
- フィッシャーマンズ・ソング コーンウォールから愛をこめて Fisherman's Friends (2019) - リードヴィル役
- ブライズ・スピリット〜夫をシェアしたくはありません! Blithe Spirit (2020) - ハロルド役

## 受賞
- 第19回英国インディペンデント映画賞主演男優賞（わたしは、ダニエル・ブレイク）[2]